# Johann Sebastian Mitternacht
Johann Sebastian Mitternacht (* 30. März 1613 in Hardisleben; † 25. Juli 1679 in Zeitz) war ein deutscher lutherischer Theologe, Rhetoriker, Pädagoge, Dramatiker und Barockdichter.

## Leben
Als evangelischer Pastorensohn wurde Mitternacht bis zum 17. Lebensjahr im Elternhause erzogen und besuchte anschließend die Naumburger Stadtschule. Nach dem Abitur 1633 immatrikulierte er sich als Theologe in Jena und am 9. Juli 1634 in Wittenberg, wo er unter August Buchner am 5. April 1636 den philosophischen Magistertitel erwarb. Mit Privatunterricht verdiente er sich ein Auskommen, bis er 1638 in Teutleben sein erstes Pastorat erhielt.
1642 wurde er zum Rektor seiner ehemaligen Schule in Naumburg bestellt. 1646 wurde ihm das Rektorat des berühmten humanistischen Gymnasiums Rutheneum in Gera übertragen, und hier konnte er sich der Pflege des Schuldramas widmen. Er verfasste nicht weniger als 15 Dramen, die bedeutenden Einfluss auf Christian Weise ausübten.
Nebenher verfasste er theologische Streitschriften, rhetorische und pädagogische Textbücher. Unter dem Beinamen „Der Erfreuliche“ war er ab 1654 Mitglied der Deutschgesinnten Genossenschaft. 1667 wurde er zum Hofprediger des Herzogs Moritz von Sachsen-Zeitz berufen. Kurz vor seinem Tode 1679 wurde er noch zum Poeta laureatus gekrönt. Einige geistliche Lieder sind von ihm im Gothaer Gesangbuch erschienen, welches später mehrfach aufgelegt wurde.

## Werke (Auswahl)
- Newes Gebet-Buch, Salza 1640.
- Pentas Dissertatiuncularum Scholasticarum, De Argumentis Studiosae Pubi, Quae Per Scholas Et Gymnasia Enutriri Solet, Tum Utilissimis, Tum Iucundissimis. Bauhöffer, Jena 1641. (Digitalisat)
- Dissertatio de equo Trojano, eleganti scholarum symbolo. Lobenstein, Jena 1648. (Digitalisat)
- Vertrawliches Gespräch zwischen vier Päpstischen Scribenten, Leipzig 1653. (Digitalisat)
- Feuer-heisse Liebes-flammen. Einer in Jesu verliebten und in der Welt betrübten Seelen. Kirchner, Leipzig 1653. (Digitalisat)
- Kurtzer jedoch verhoffentlich deutlicher und zum Anfange gnügsamer Bericht von der Teutschen Reime-Kunst. Kirchner, Leipzig 1653. (Digitalisat)
- Commentatio de Meʿônēn Nostris. Von Tagewehlern, Träumern, Zeichendeutern, Wahrsagern, Zauberern, u.d.gl. Heller, Jena 1754. (Digitalisat)
- Paedia. Das ist: Unvorgreiffliches … Bedencken von der Erziehung und Underweisung der Kinder. Gross, Leipzig 1657. (Digitalisat der Ausg. 1685)
- Dissertatio de Abrahami nomine et patria. Mamitz, Gera 1661. (Digitalisat)
- Specimen Philologicum Divitiarum Evangelicarum Cui Praefixa Est Dissertatio De Linguarum Usu, Et Scopo Opusculi. Bauhöfer, Jena 1663. (Digitalisat)
- Gründliche Wider- und Niderlegung des Schefflerischen Abgottes. Lanckisch, Leipzig 1666. (Digitalisat)
- Ein zwiefaches Kunst-Stück I. Sanfft und selig zu sterben. II. Den betrübten Witben-Stand geduldig zu ertragen. Richter, Altenburg 1674. (Digitalisat)

Werkausgabe:
- Dramen 1662–1667, hrsg. von Marianne Kaiser, Tübingen 1972